# Литовченко, Анатолий Григорьевич
Анатолий Григорьевич Литовченко (род. 1 января 1960, Бурли, Кустанайская область) — российский государственный деятель, депутат Государственной Думы VII созыва, член комитета по аграрной политике, член фракции «Единая Россия». С 1996 по 2016 года — глава Увельского муниципального района.

## Биография
В период 1977—1982 годов обучался в Челябинском институте механизации и электрификации сельского хозяйства по специальности «Механизация сельского хозяйства», получил квалификацию «инженер-механик». В студенческие годы был командиром одного из лучших студенческих отрядов «Нива-2».
В 1983 году работал старшим инженером по внедрению новой техники в сельскохозяйственное производство управления сельского хозяйства Увельского райисполкома. В период с 1984 по 1985 год трудился главным инженером птицесовхоза имени Кирова.
С 1985 по 1986 год — главный инженер управления сельского хозяйства Увельского райисполкома. В 1986—1990 годы — заместитель председателя объединения по механизации Увельского районного агропромышленного объединения.
1990—1993 годы обучался в очной аспирантуре Челябинского государственного агроинженерного университета; окончил с отличием. В 1994 году защитил диссертацию и получил учёную степень кандидата технических наук.
После защиты диссертации вернулся в Увельский район и с 1994 по 1996 годов возглавил одно из предприятий Увельского комбината хлебопродуктов «Злак» — товарищество с ограниченной ответственностью «Злак-Урал».
1996 году на выборах главы Увельского района одержал победу среди четырёх претендентов, впоследствии в период с 1996 по 2015 год пять раз побеждал на выборах главы района.
С 2006 года по 2016 год — председатель Совета муниципальных образований Челябинской области.
В 2016 году избран депутатом Госдумы по Коркинскому одномандатному округу.

## Законотворческая деятельность
С 2016 по 2019 год, в течение исполнения полномочий депутата Государственной Думы VII созыва, выступил соавтором 52 законодательных инициатив и поправок к проектам федеральных законов.

## Награды
- Медаль ордена «За заслуги перед Отечеством» II степени (2005)
- Звание «Заслуженный работник сельского хозяйства РФ» (2001)
- Звание «Почетный работник общего образования РФ»